# فيليبي ألميدا وو
فيليبي ألميدا وو (بالصينية: 菲利佩·阿尔梅达·吴) (و. 1992 –  م) هو لاعب رماية من البرازيل . ولد في ساو باولو .
شارك في الرماية في الألعاب الأولمبية 2016 .

## روابط خارجية
- فيليبي ألميدا وو على موقع الاتحاد الدولي (الإنجليزية)
- فيليبي ألميدا وو على موقع أوليمبيديا (الإنجليزية)
- فيليبي ألميدا وو على موقع اللجنة الأولمبية البرازيلية (البرتغالية)